# Ревере
Ревере (итал. Revere) — коммуна в Италии, располагается в регионе Ломбардия, подчиняется административному центру Мантуя.
Население составляет 2463 человека, плотность населения составляет 176 чел./км². Занимает площадь 14 км². Почтовый индекс — 46036. Телефонный код — 0386.

## Известные уроженцы и жители
- Бертони, Ренцо (??-1938) — итальянский журналист, автор книги Il trionfo del fascismo nell’URSS («Торжество фашизма в СССР»), кавалер высшей награды Италии за подвиг на поле боя — золотой медали «За воинскую доблесть» (1938, посмертно).